# Iris antilibanotica
Iris antilibanotica är en irisväxtart som beskrevs av John Edward Dinsmore. Iris antilibanotica ingår i släktet irisar, och familjen irisväxter.
Artens utbredningsområde är Syrien. Inga underarter finns listade i Catalogue of Life.